# Ca l'Octavi
Ca l'Octavi és un edifici neoclàssic de Fontscaldes, al municipi de Valls (Alt Camp), inclòs en l'Inventari del Patrimoni Arquitectònic de Catalunya.

## Descripció
És un habitatge unifamiliar entre mitgeres amb planta baixa, pis, golfes i terrat. La planta baixa presenta, al centre, una gran porta d'arc rebaixat amb voluta a la clau i dues finestres rectangulars als costats. Una imposta separa la planta baixa del primer pis, on hi ha 3 obertures allindanades, la central dona a un balcó amb balustres i tenen ampit sobresortint. Una altra imposta separa aquest pis de les golfes, on es troben 3 obertures d'arc de mig punt. Damunt, hi ha una cornisa amb vuit petites volutes decoratives. L'edifici es corona amb una barana amb balustres de diferents tipus. L'obra és de pedra i maçoneria, arrebossada. Hi ha restes de pintures a tota la façana.

## Història
L'edifici es va construir l'any 1860, com consta en el treball de forja del balcó del primer pis. La seva ubicació, al carrer de l'Església i proper a aquesta, així com la seva tipologia amb relació a la resta de construccions del poble, el caracteritzen originalment com a habitatge d'una família notable. Els actuals propietaris, dedicats al conreu de les terres, segueixen residint-hi, tot i que la casa ha perdut el seu paper de representació.